# Fortifiering
Fortifiering är vinförstärkning med sprit. Fortifierade viner är samma som förstärkta viner eller starkviner. Tidigare exporterades stora mängder vin från Portugal och Spanien till bland annat England. Eftersom vinet ofta blev till vinäger innan framkomsten, tillsattes sprit för att göra det mer hållbart. Alltsedan dess betraktas fortifierade viner som en egen vintyp. Portvin är exempel på fortifierat vin.
Tre metoder att framställa fortifierade viner:
- Vins de Liqueur
- Tidig fortifiering
- Sen fortifiering